# 五礦資源
五礦資源有限公司（港交所：1208、ASX：MMG）前稱：東方鑫源（集團）有限公司，是中國五礦集團公司旗下公司，主要從事鋁、銅及金屬套管生產及銷售業務。五礦資源現為中國主要的氧化鋁進口商。
2009年，五礦資源以17億美元向母公司中國五礦集團公司收購澳洲公司OZ Minerals。2010年，五礦資源以18.46億美元向母公司收購國際礦產公司MMG的全部股權。MMG主要開采鋅、銅、鉛、金及銀，擁有分別位於老撾、澳洲及加拿大的礦山。
2011年4月，五礦資源提出以60億加元收購加拿大銅礦商Equinox Minerals，但因競購者Barrick Gold提出以77億加元收購Equinox Minerals，而撤回收購。五礦資源其後出售持有的4.2%　Equinox Minerals股權，套現約24.5億元。
2011年9月，五礦資源以7.26億美元把旗下從事氧化鋁及其他鋁製品貿易的五礦鋁業、產銷鋁箔及鋁型材的華北鋁業、產銷普利卡套管的營口鑫源及生產銅杆及銅線的常州金源售回母公司五礦集團（當中五礦鋁業作價最高，達52億元），向成為上游礦產企業轉型。
2012年4月23日，五礦資源成功以13億美元收购刚果(金)Anvil矿业公司90%的股份。
2014年4月14日由五礦資源(1208)、香港國新國際投資旗下伊萊控股及中信金屬有限公司分別擁有62.5%、22.5%及15%權益的財團斥資約58.5億美元(約456億港元)現金收購嘉能可旗下秘魯Las Bambas銅礦項目（即「邦巴斯項目」）全部權益。

## 外部連結
- 五礦資源有限公司網站